# Wilhelm von Harnier
Wilhelm von Harnier (* 1836 in Echzell; † 23. November 1861 bei Gondokoro, heute im  Südsudan) war ein deutscher Afrikareisender.

## Genealogie
Die Familie von Harnier stammte aus der wallonischen, um 1650 nach Deutschland eingewanderten Hugenottenfamilie Harnier. Sein Großvater war Heinrich Wilhelm Karl von Harnier (* 1767 Kassel; † 1823 München), preußischer Legationsrat, später großherzoglich hessischer Geheimer Rat, außerordentlicher Gesandter und bevollmächtigter Minister, wie auch Bundestagsgesandter. Sein Vater Kaspar Georg Wilhelm von Harnier (* 1800 München; † 1838 Meran) war hessen-darmstädtischer Legationsrat und Münchener Maler.

## Leben und Wirken
Wilhelm von Harnier war anfangs Offizier und ging 1856 aus Gesundheitsgründen nach Ägypten und Syrien. Er besuchte 1859 den Blauen Nil und dessen Nebenfluss Dinder und brach im Juli 1860 zum Weißen Nil auf, wurde aber, noch nicht 27 Jahre alt, am 23. November 1861 bei Gondokoro von einem Büffel auf der Jagd getötet. Seine Eindrücke hatte er mit Aquarellen und Zeichnungen festgehalten.

## Werke
- Reise am obern Nil, Darmstadt 1866, https://doi.org/10.11588/diglit.26394#0010